# Anthony Andrews
Pour les articles homonymes, voir Andrews.
Anthony Andrews, né le 12 janvier 1948 à Londres, est un acteur britannique.

## Enfance et débuts
Anthony Andrews est le fils de la danseuse Geraldine Agnes et du chef d'orchestre et arrangeur pour la BBC Stanley Thomas Andrews.
Dès l'âge de huit ans, il a pris des cours de danse, et joué dans une adaptation théâtrale de Alice au pays des merveilles dans le rôle du lapin blanc.
En 1968, il débute au théâtre aux côtés de John Gielgud dans la pièce d'Alan Bennett Forty Years On.

## Carrière
La carrière d'Anthony Andrews s'est surtout menée au Royaume-Uni. Dirigé par Desmond Davis, Stephen Frears, Tom Gries, les vétérans Ralph Thomas et Lewis Gilbert, plus tard Simon Wincer, Menahem Golan et John Frankenheimer, il figure dès The Pallisers parmi les grands espoirs de sa génération, avec Susan Hampshire, Derek Jacobi et Jeremy Irons.
Sur le petit écran, Andrews est encore apparu dans la série culte Maîtres et Valets et dans Retour à Brideshead qui convoquait la fine fleur du cinéma britannique : Laurence Olivier, John Gielgud, Claire Bloom... Il joua aussi l'assassin (un prestidigitateur) dans un épisode de Columbo en 1989 et reprit le rôle de Cary Grant dans un remake de Soupçons d'Alfred Hitchcock face à Jane Curtin. Il a interprété plusieurs personnages illustres, tels Néron (face à Ava Gardner en Agrippine), le roi d'Angleterre Édouard VIII (face à Jane Seymour en Wallis Simpson), Ivanhoé ou encore le professeur Moriarty.
En 1979, on lui propose le rôle de Bodie dans la série télévisée Les Professionnels (série télévisée) mais après trois jours de tournage, le producteur Brian Clemens le remplace par Lewis Collins, estimant que l'acteur n'est pas satisfaisant comme partenaire de Martin Shaw, l'autre héros.
En 1982, il était pressenti pour le rôle principal de Les Enquêtes de Remington Steele, mais Pierce Brosnan lui fut préféré.
De même, en 1987, il devait incarner Simon Templar dans Le Saint à Manhattan  mais l'australien Andrew Clarke a été finalement choisi.
Au cinéma, il est surtout connu pour être le rival d'Albert Finney auprès de Jacqueline Bisset dans Au-dessous du volcan de John Huston, grand succès sorti en 1984. Il tient également un petit rôle dans le film oscarisé Le Discours d'un roi, sorti en 2010. Cette carrière sur grand écran est très variée. Elle l'amène à partager la vedette de Les Adolescentes avec l'actrice de Koo Stark, mais l'acteur croise aussi Lesley-Anne Down, Helen Mirren ou Geneviève Bujold au gré des tournages. Son aisance se manifeste dans les univers les plus variés, de Shakespeare à Agatha Christie, de Robert Ludlum à Danielle Steel en passant par Malcolm Lowry.
Anthony Andrews a également coproduit un film russe sorti en 1991, Zateryannyy v Sibiri. Il dirige une petite compagnie de production, Double A. Il a produit le film Haunted.
Anthony Andrews a été doublé par Guy Chapellier et Michel Voletti.

## Théâtre
- 1956 : Alice in Wonderland de Lewis Carroll : le lapin blanc
- 1969 : Forty Years On d' Alan Bennett, mise en scène de Patrick Garland à l'Apollo Theatre de Londres
- 1971 : Romeo & Juliet de  William Shakespeare, mise en scène de  Richard Digby Day à l'Open Air Theatre de Londres : Balthasar
- 1971 : A Midsummer Night's Dream de  William Shakespeare, mise en scène de  Richard Digby Day
- 1977 : The Dragon Variations de  Pastor Manders, mise en scène de Bill Kenwright au Comedy Theatre de Londres
- 1986 : One of us de Robin Chapman au Greenwich Theatre de Londres avec Ian Ogilvy
- 1987 : Coming in to land de Stephen Poliakoff, mise en scène de Peter Hall au Lyttleton National Theatre de Londres
- 2001 : Ghosts d' Henrik Ibsen mise en scène de Robin Phillips au Comedy Theatre de Londres
- 2003 : My Fair Lady  d' Alan Jay Lerner, mise en scène de Cameron Mackintosh au Theatre Royal de Drury Lane : Professeur Henry Higgins
- 2005 : The Woman in White  d'Andrew Lloyd Webber mise en scène de Trevor Nunn au Palace Theatre. de Londres, puis repris à Broadway : Le Comte Fosco
- 2007 : The Letter d'Howard Joyce mise en scène de Bill Kenwright au Wyndham’s Theatre, Londres

Autres pièces jouées :  Vertigo, Bobby Get Your Gun de Guy Bolton, mise en scène de William Mollison à l'Adelphi Theatre de Londres, Année ?

## Filmographie

### Cinéma
- 1973 : Take Me High : Hugo Flaxman
- 1974 : Percy's Progress (en), de Ralph Thomas : Catchpole
- 1975 : Las Adolescentes, de Pedro Maso : Jimmy
- 1975 : Sept hommes à l'aube   (" (Operation: Daybreak)"), de Lewis Gilbert : Sgt. Jozef Gabcík
- 1976 : Call Girl: La vida privada de una señorita bien, d'Eugenio Martín
- 1984 : Au-dessous du volcan   ("Under the Volcano"), de John Huston : Hugh Firmin
- 1985 : The Holcroft Covenant, de John Frankenheimer : Johann von Tiebolt / Jonathan Tennyson
- 1986 : The Second Victory : Maj. Hanlon
- 1986 : The First Fleet
- 1987 : Innocent Heroes
- 1987 : The Lighthorsemen, de Simon Wincer : Major Richard Meinertzhagen
- 1988 : La Guerre d'Hanna, de Menahem Golan : McCormack
- 1990 : A.D. Police File 1: The Phantom Woman (vidéo)
- 1990 : A.D. Police File 2: The Ripper (vidéo)
- 1990 : A.D. Police File 3: The Man Who Bites His Tongue (vidéo)
- 1991 : The Law Lord : Christopher Edwards
- 1991 : Zateryannyy v Sibiri d'Aleksandr Mitta : Andrei Miller
- 1995 : Haunted, de Lewis Gilbert : Robert Mariell
- 2010 : Le Discours d'un roi   ("The King's Speech "), de Tom Hooper : Stanley Baldwin, Premier Ministre du Royaume-Uni
- 2019 : The Professor and the Madman de Farhad Safinia : Benjamin Jowett [8]

### Télévision
- 1972 : Follyfoot, épisode The Awakening dirigé par Desmond Davis : Michael Warren / Vernon Warren
- 1972 : A War of Children (téléfilm) de George Schaefer : Reg Hogg
- 1972 : A Day Out (téléfilm), de Stephen Frears : Second frère
- 1974 : The Pallisers (série télévisée) : Lord Silverbridge
- 1974 : The Fortunes of Nigel (série télévisée, 4 épisodes) : Sir Nigel Olifaunt
- 1974 : QB VII (série télévisée) de Tom Gries : Stephen Kelno
- 1974 : David Copperfield (série télévisée) : James Steerforth
- 1975-1976 : Maîtres et Valets, 3 épisodes
- 1976 : BBC Play of the Month, épisode French Without Tears
- 1977 : BBC Play of the Month, épisode The Country Wife
- 1977 : Wings, épisode The Prisoner's Friend réalisé par Desmond Davis
- 1978 : Beaucoup de bruit pour rien, de Donald McWhinnie : Claudio
- 1978 : Roméo et Juliette, d'Alvin Rakoff : Mercutio
- 1979 : Danger UXB (13 épisodes)
- 1981 : Mistress of Paradise (téléfilm) : Buckley
- 1981 : Retour au château (mini-série) : Sebastian Flyte
- 1981 : La croisière s'amuse (5 épisodes)
- 1982 : Ivanhoé : Wilfred of Ivanhoe
- 1982 : The Scarlet Pimpernel de Clive Donner : Sir Percy Blakeney / le Mouron rouge
- 1983 : Meurtre au champagne (Sparkling Cyanide) : Tony Browne
- 1985 : A.D. : Anno Domini (mini-série) : Néron
- 1987 : Suspicion : Johnnie Aysgarth
- 1988 : Bluegrass de Simon Wincer : Michael Fitzgerald
- 1988 : Les Windsor, la force d'un amour (The Woman He Loved) (téléfilm) : Édouard VIII du Royaume-Uni
- 1989 : A Fine Romance (pilote de série)
- 1989 : Columbo : Il y a toujours un truc (Columbo Goes to the Guillotine) (Série) : Elliott Blake
- 1990 : La Main de l'assassin (Hands of a Murderer) de Stuart Orme : Prof. Moriarty
- 1992 : Pour une poignée de diamants (Jewels) de Roger Young : William Whitfield
- 1996 : Inspecteur Wexford (The Ruth Rendell Mysteries) épisode Heartstones réalisé par Piers Haggard : Luke Crossland
- 1996 : Les Contes de la crypte 1 épisode
- 1997 : Mothertime : Robin
- 2000 : David Copperfield de Peter Medak : Mr Edward Murdstone
- 2001 : Love in a Cold Climate (feuilleton) : Boy
- 2003 : Cambridge Spies 1 épisode : roi George VI
- 2006 : Miss Marple ( Saison 2 épisode 3 Mon petit doigt m'a dit) de Peter Medak : Tommy Beresford
- 2020 : The English Game de Julian Fellowes (6 épisodes) [9]

## Vie privée
Marié avec Georgina Simpson (1er décembre 1971-) 
Trois enfants : Joshua, Jessica, Amy-Samantha.
En 2003, il a été victime d'une intoxication aigüe à l'eau et a passé trois jours en soins intensifs à l'hôpital.

## Distinctions
1982, meilleur acteur BAFTA TV Award pour Brideshead Revisited
1983, golden golbe (USA) pour Brideshead Revisited
2011, Santa Barbara International Film Festival Jury award pour The King's Speech